# Pranas Liatukas
Pranas Liatukas, litovski general, * 1876, † 1945.